# Mummucia variegata
Mummucia variegata är en spindeldjursart som beskrevs av Simon 1879. Mummucia variegata ingår i släktet Mummucia och familjen Mummuciidae. Inga underarter finns listade i Catalogue of Life.